# Kurtis Marschall
Kurtis Marschall (Adelaida, 25 de abril de 1997) es un deportista australiano que compite en atletismo. Ganó una medalla de bronce en el Campeonato Mundial de Atletismo de 2023, en la prueba de salto con pértiga.

## Palmarés internacional
| Campeonato Mundial | Campeonato Mundial | Campeonato Mundial | Campeonato Mundial |
| Año                | Lugar              | Medalla            | Prueba             |
| ------------------ | ------------------ | ------------------ | ------------------ |
| 2023               | Budapest (Hungría) | Medalla de bronce  | Salto con pértiga  |